# Paul de Rapin de Thoyras
Paul de Rapin de Thoyras, né le 25 mars 1661 à Castres et mort le 25 avril 1725 à Wesel, est un historien français.
Son Histoire d’Angleterre fait de lui, avant Montesquieu, le premier historien français des institutions anglaises.

## Biographie
D’une ancienne famille originaire de Savoie, Paul Rapin-Thoyras est le fils de Jacques de Rapin, seigneur de Thoyras, La Sale et Puginier, avocat au parlement de Toulouse, et de Jeanne Pélisson, sœur de Paul Pellisson. À l’issue de ses études à l’académie de Puylaurens puis à l’académie de Saumur, il s’est fait recevoir avocat en 1679:126.
La profession qu’il faisait du calvinisme étant un obstacle à son avancement dans la magistrature, il a résolu de suivre le métier des armes, mais sa famille n’a pas voulu y consentir. La révocation de l’édit de Nantes, en 1685, et la mort de son père survenue deux mois auparavant, l’ont déterminé à passer en Angleterre, où il est arrivé en 1686, recommandé auprès de l’ambassadeur de France par son oncle Paul Pellisson.
Repassé en Hollande, en 1688:121, il est entré dans une compagnie de cadets français composée de réfugiés huguenots, dirigée par son cousin Daniel de Rapin, qui était à Utrecht. En novembre 1688, sa compagnie a suivi le prince d’Orange en Angleterre, lors de la Glorieuse Révolution. L’année suivante, milord Kingston lui a donné l’enseigne colonelle de son régiment, avec lequel il est allé en Irlande. Il a ensuite été lieutenant, puis capitaine dans le même régiment, et s’est trouvé au siège de Carrickferguss et à la bataille de la Boyne, avant d’être blessé à l’épaule par un coup de mousquet au siège de Limerick en 1690:171. En 1695, il a cédé sa compagnie à l’un de ses frères, pour être gouverneur de milord Portland. Il a suivi ce jeune seigneur en Hollande, en France, en Allemagne, en Italie et ailleurs. Il s’est fait des amis dans les différents pays qu’il a parcouru.
Lorsqu’il a eu fini l’éducation du duc de Portland, il s’est retiré à La Haye, où il s’est livré tout entier à l’étude des fortifications et de l’histoire. Installé, avec sa famille à Wesel, en Prusse rhénane, en 1707, c’est alors qu’il travaillé à son Histoire d’Angleterre, ouvrage savant en 8 volumes, éditée à La Haye en 1724, souvent réimprimé, pour lequel il avait amassé d’immenses matériaux:244-5, et qui a eu un grand succès mérité à bien des égards. Cette Histoire d’Angleterre, la plus complète de son époque, fait de lui, avant Montesquieu, le premier historien français des institutions anglaises. Son style est naturel, assez net, quelquefois brillant. Sa narration est vive, ses portraits ont du coloris et de la force.
Cet historien savait, en outre, le grec, le latin, l’anglais, l’italien, l’espagnol ; et il s’était fort appliqué aux mathématiques, surtout aux fortifications. Il aimait aussi la musique, et connaissait tous les bons ouvrages en ce genre. Les gens du monde le regardaient comme un homme d’honneur, les beaux esprits comme un bon écrivain, et les calvinistes comme un protestant zélé. Ayant travaillé sans relâche, au détriment de sa santé à la composition de son Histoire d’Angleterre, l’excès de ce travail a abrégé ses jours. À peine a-t-il pu jouir de la gloire et de la réputation qui attendaient l’œuvre qu’il a laissée inachevée. Il est mort, après une courte maladie, laissant un fils et six filles, sur les douze enfants qu’il avait eus. Jacques-Benjamin, le quatrième de ses enfants, a continué sa descendance.